# Ciro Alegría
Ciro Alegría Bazán (n. 1909 - d. 1967) a fost un jurnalist, politician și scriitor peruvian.
În romanele sale descrie viața grea a amerindienilor

## Opera
- 1955: Șarpele de aur ("La serpiente de oro");
- 1938: Câinii flămânzi ("Los perros hambrientos");
- 1941: Necuprinsă-i lumea și vrăjmașă ("El mundo es ancho y ajeno").

1. ↑  , 28 mai 2008 https://andina.pe/agencia/noticia-dora-varona-confiesa-dejo-escribir-ser-esposa-ciro-alegria-176999.aspx, accesat în 18 decembrie 2020 Lipsește sau este vid: |title= (ajutor)
2. ↑  , 22 mai 2020 https://elcomercio.pe/eldominical/columna/filosofo-y-profesor-ciro-alegria-varona-fallecio-el-domingo-pablo-quintanilla-lo-recuerda-noticia/, accesat în 25 iunie 2024 Lipsește sau este vid: |title= (ajutor)
3. 1 2  Nouveau Dictionnaire des auteurs de tous les temps et de tous les pays[*], p. 53 Verificați valoarea |titlelink= (ajutor)
4. ↑  CONOR.SI[*] Verificați valoarea |titlelink= (ajutor)
5. ↑   https://www.archiletras.com/efemerides/nacimiento-ciro-alegria/, accesat în 7 august 2024 Lipsește sau este vid: |title= (ajutor)
6. ↑  , 10 februarie 2017 https://www.elperuano.pe/noticia/50998-50-anos-sin-alegria, accesat în 7 august 2024 Lipsește sau este vid: |title= (ajutor)